# Merionoeda flavonotatus
Merionoeda flavonotatus là một loài bọ cánh cứng trong họ Cerambycidae.